# Apamea denticulosa
Apamea denticulosa är en fjärilsart som beskrevs av Moore 1882. Apamea denticulosa ingår i släktet Apamea och familjen nattflyn. Inga underarter finns listade i Catalogue of Life.